# Rio Siparúni
O rio Siparúni é um rio da região de Potaro–Siparúni na Guiana. Afluente do Essequibo, o Siparúni tem como afluentes o Rio Tacutu, o Burro-Burro, o Tipuru e riacho Levai.
Petróglifos arcaicos foram registrados em vários locais no Siparúni, incluindo na Big "S" Falls, bem como nas depressões pedra artificial e sulcos afiar estão localizados no Electric Eel Rock, e Tapir Rock. Esses sítios têm entre 3.500 e 7.000 anos, também conhecido como Período Arcaico.
Igual muito dos canais em Guiana, O Siparúni é usado por mineração de ouro, é e as operações ilegais de dragagem são um problema nas áreas protegidas. È a fronteira do norte da floresta Iwokrama protegida.
É uma fonte de água importante para os Macuxis da Vila Surama, que se comprometam, viagens de pesca estendida periódicas no rio. Os peixes são então defumados ou salgados para preservação a curto prazo. A mineração tem sido vista como tendo um impacto negativo nesta prática, diminuindo a abundância de peixes e ameaçando esta fonte de alimento.